# Істчестер (містечко, Нью-Йорк)
Істчестер (англ. Eastchester) — місто (англ. town) в США, в окрузі Вестчестер штату Нью-Йорк. Населення — 34 641 особа (2020).

## Демографія
Згідно з переписом 2010 року, у місті мешкали 32 363 особи в 12 946 домогосподарствах у складі 8503 родин. Було 13747 помешкань
Расовий склад населення:
| - 85,9 % — білих - 7,3 % — азіатів - 3,3 % — чорних або афроамериканців - 0,1 % — корінних американців - 1,5 % — осіб інших рас |

До двох чи більше рас належало 1,9 %. Частка іспаномовних становила 7,2 % від усіх жителів.
За віковим діапазоном населення розподілялося таким чином: 25,0 % — особи молодші 18 років, 57,9 % — особи у віці 18—64 років, 17,1 % — особи у віці 65 років та старші. Медіана віку мешканця становила 42,0 року. На 100 осіб жіночої статі у місті припадало 88,7 чоловіків;  на 100 жінок у віці від 18 років та старших — 83,2 чоловіків також старших 18 років.
Середній дохід на одне домашнє господарство  становив 181 054 долари США (медіана — 116 014), а середній дохід на одну сім'ю — 218 831 долар (медіана — 154 767). Медіана доходів становила 103 964 долари для чоловіків та 73 303 долари для жінок. За межею бідності перебувало 3,2 % осіб, у тому числі 1,6 % дітей у віці до 18 років та 4,8 % осіб у віці 65 років та старших.
Цивільне працевлаштоване населення становило 16 402 особи. Основні галузі зайнятості: освіта, охорона здоров'я та соціальна допомога — 27,3 %, фінанси, страхування та нерухомість — 16,8 %, науковці, спеціалісти, менеджери — 16,4 %.